# حزب العمل الديمقراطي (البرازيل)
حزب العمل الديمقراطي (بالإنجليزية: Democratic Labour Party)‏ هو حزب سياسي برازيلي، أسس في 17 يونيو 1979، يقع مقره في ريو دي جانيرو، وقد بلغ عدد أعضائه 975,401.

## أعضاء بارزون
- كود سباركل
- تحديث القائمة

- بيبيتو
- كارلوس ألبرتو توريس
- واشنطن سيركويرا
- فالدير إسبينوزا
- Jaime Lerner
- بيث كارفاليو
- Leonel Brizola
- Roberto Mangabeira Unger
- دارسي ريبيرو
- Ciro Gomes (2015 - )